# William Zabka
William Michael Zabka, również Billy Zabka (ur. 20 października 1965 w Nowym Jorku) – amerykański aktor, scenarzysta, reżyser, producent, zawodnik sztuk walki i wrestler. Występował jako karateka Johnny Lawrence w filmach Karate Kid (1984) i Karate Kid II (1986) oraz w serialu Cobra Kai.

## Życiorys
Urodził się w Nowym Jorku pochodzenia czeskiego jako syn Nancy (z domu Heimert) Zabki, łącznika biznesowego, producentki i asystentki produkcji, oraz Stanleya Williama Zabki, reżysera, pisarza i kompozytora. Jego dziadkiem ze strony ojca był Frank Zabka, który urodził się na Morawach. Ma brata Guya i siostrę Judy. Jego ojciec był asystentem reżysera programu The Tonight Show z Johnnym Carsonem w roli głównej podczas pierwszych dwóch lat kadencji Carsona i pracował jako kierownik produkcji przy wielu filmach, w tym przy filmie Jamesa Fargo Mściciel z Hongkongu (Forced Vengeance, 1982) z udziałem Chucka Norrisa.
Po raz pierwszy trafił na mały ekran w serialu Największy amerykański bohater (The Greatest American Hero, 1983). Jego przełomową rolą ekranową była postać Johnny’ego Lawrence’a, głównego antagonistę głównego bohatera granego przez Ralpha Macchio w filmie Johna G. Avildsena Karate Kid (1984), za którą był nominowany do Young Artist Award w kategorii najlepszy młody aktor w filmie kinowym: musicalu, komedii, przygodowym albo dramacie. W tamtym czasie nie trenował karate, ale był utalentowanym zapaśnikiem. Udział w filmie zainspirował go do nauki sztuki walki Tangsudo, a później zdobył zielony pas drugiego stopnia. Był scenarzystą i producentem 29-minutowego dramatu Most (2003), który zdobył nominację do Oscara za najlepszy krótkometrażowy film aktorski.

## Życie prywatne
Od 2008 roku jego żoną jest Stacie Zabka, z którą ma dwoje dzieci.

## Filmografia

### Filmy
- 1984: Karate Kid jako Johnny Lawrence
- 1985: W krzywym zwierciadle: Europejskie wakacje (National Lampoon’s European Vacation) jako Jack
- 1986: Powrót do szkoły (Back to School) jako Chas Osborne
- 1986: Karate Kid II jako Johnny Lawrence
- 1992: Współczesny gladiator (Shootfighter: Fight to the Death) jako Ruben
- 1995: Współczesny gladiator 2 (Shootfighter 2) jako Ruben
- 2003: Most – scenariusz, producent
- 2007: Ciastko z niespodzianką (Smiley Face) jako strażnik więzienny
- 2010: Jutro będzie futro (Hot Tub Time Machine) jako Rick Steelman

### Seriale TV
- 1983: Największy amerykański bohater (The Greatest American Hero) jako Clarence Mortner Jr.
- 1984: Gimme a Break! jako Jeffery
- 1985–1989: McCall (The Equalizer) jako Scott McCall
- 2013: Robot Chicken jako Johnny Lawrence / pułkownik Steven Shay / wilkołak (głos)
- 2013–2014: Jak poznałem waszą matkę (How I Met Your Mother) jako on sam (7 odcinków)
- 2014: Świry (Psych) jako trener Bagg
- 2018–2025: Cobra Kai jako Johnny Lawrence